# 1900 في فرنسا
فيما يلي قوائم الأحداث التي وقعت خلال عام 1900 في فرنسا.

## أحداث
- 14 مايو – الألعاب الأولمبية الصيفية 1900

## رياضة
- 1 يناير – بطولة العالم للدراجات على المضمار 1900
- 15 أبريل – سباق باريس روبيه 1900 الفائزون Émile Bouhours [الإنجليزية]‏، موريس غارين، جوسيف فيشر.

## ظهور
- 1 يناير – وكالة طومسون للسفر رواية من تأليف مايكل فيرن.
- 1 يناير – يوميات خادمة رواية من تأليف أوكتاف ميربو.

## كتب
من الكتب التي صدرت هذه السنة في فرنسا:
- 1 يناير – الوطن الثاني من تأليف جول فيرن.
- 1 يناير – وصية غريب الأطوار من تأليف جول فيرن.
- 1 يناير – يوميات خادمة من تأليف أوكتاف ميربو.

## مواليد

### يناير
- 3 يناير – مارسيل جوبيلوت درّاج طريق فرنسي.[1][1]
- 20 يناير – كولين كلايف[2]

### فبراير
- 4 فبراير – جاك بريفير[3]
- 7 فبراير – لويس فرانسيس كاتب فرنسي.[4]
- 21 فبراير – جين أوبيرت[5]

### مارس
- 3 يناير – مارسيل جوبيلوت درّاج طريق فرنسي.[1][1]
- 19 مارس – فردريك جوليو-كوري[6]

### مايو
- 17 مايو – أكيلي سوتشارد درّاج طريق فرنسي.[7]
- 22 مايو – إيفون ديغول[8]

### يونيو
- 29 يونيو – أنطوان دو سانت إكزوبيري طيار وكاتب فرنسي.[9]
- 30 يونيو – ريجي بلاشير مترجم فرنسي.[10]

### يوليو
- 16 يوليو – أندريه روتس ملاكم فرنسي.[11]

### أغسطس
- 3 أغسطس – فرناند كانتيلوبي درّاج طريق فرنسي.[12]

### سبتمبر
- 1 سبتمبر – أندريه دوتل كاتب فرنسي.[13]
- 29 سبتمبر – أرماند ماركيزيه

### نوفمبر
- 27 نوفمبر – إيزابيلا أميرة أورليان[14]

### ديسمبر
- 27 ديسمبر – بيير-جان لوني كاتب فرنسي.[15]

## وفيات

### يناير
- 11 يناير – فرديناند كاريه (مواليد 1824) مهندس فرنسي.
- 27 يناير – إدوارد ريو (مواليد 1833)

### فبراير
- 11 فبراير – تشارلز بلانشارد (مواليد 1819)[16]
- 15 فبراير – أدريان رينيه فرانشيه (مواليد 1834) عالم نبات فرنسي.

### أبريل
- 5 أبريل – جوزيف لويس فرانسوا بيرتراند (مواليد 1822) رياضياتي فرنسي.[17]
- 21 أبريل – ألفونس ميلن إدواردس (مواليد 1835)[18]

### يونيو
- 16 يونيو – فرانسوا أورليان، أمير جوينفيل (مواليد 1818)[19]

### يوليو
- 25 يوليو – جوليس زيلر (مواليد 1820) مؤرخ فرنسي.[20]

### نوفمبر
- 10 نوفمبر – أرمان دافيد (مواليد 1826)[21]